# Belvedere (vodka)
Belvedere es una marca de vodka de lujo polaco elaborado a partir de grano y producido en la ciudad polaca de Żyrardów.
El vodka Belvedere se destila en cuatro ocasiones y se produce en pequeñas barricas.
La botella hace alusión al palacio Belvedere, lugar de residencia de presidentes y jefes de Estado polaco en diferentes períodos de la historia. Cada botella se somete a un control de calidad para verificar su diseño y la cantidad de alcohol.
El vodka Belvedere se vende en los principales mercados internacionales y está especialmente presente en el mercado estadounidense. Fue ganador del concurso que realizó la revista de clases de vodka super premium.
La empresa pertenece al grupo francés LVMH, la mayor empresa de artículos de lujo del mundo. La distribución del vodka Belvedere en Polonia la realiza en exclusiva la subsidiaria de LVMH Moet Hennessy Poland Sp. z o.o.